# Metanomus indiana
Metanomus indiana là một loài bọ cánh cứng trong họ Elateridae. Loài này được Garg & Saini miêu tả khoa học năm 1996.